# Sobík Niko
Sobík Niko je finsko-německo-dánsko-irská animovaná pohádka z roku 2008, režírovaná Michaelem Hegnerem a Karim Juusonenem. Postavu sobíka Nika ve finštině namluvil Olli Jantunen, postavu Julia Hannu-Pekka Björkman. V němčině jsou to Pete Stefanov a Olaf Reichmann, v angličtině Andrew McMahon a Norm MacDonald.

## Děj
Niko je malý sobík, který vyrůstá bez otce. Žije ve stádě dobře ukrytém před vlky v údolí. Od své maminky ví, že jeho otcem je jeden ze sobů z letky Santa Clause. Nikovým snem je naučit se létat stejně jako jeho otec. Jediný, kdo v tomto snu podporuje, je veverčák Julius, pro ostatní členy stáda je pouze pro smích.
Přestože to má Niko od vůdce stáda zakázáno, jednoho dne se rozhodne trénovat létání na kopci. Tam si ho vyčíhají vlci, před kterými Niko musí utéct. Tím ale ukáže vlkům cestu ke svému stádu a stádo se tak musí vydat na cestu, aby našlo nové útočiště. Protože se Niko cítí provinile, opustí stádo a rozhodne se najít svého otce. Na cestě ho doprovází Julius. Po celou cestu ho sledují vlci.
Niko objeví tajnou cestu, která vede do úkrytu letky Santa Clause. Cesta je plná překážek, které ale Niko překoná, a dostane se tak do skrýše letky. Touto cestou projdou i vlci. Niko se setkává se soby z letky, mezi kterými hledá svého otce. Nikdo se k němu ale nehlásí. Sobi chtějí otestovat Nikovu schopnost létání, protože ta se dědí po otci, a tak nechají Nika skočit ze skály. Protože ale Niko ještě létat neumí, jeden ze sobů ho musí zachránit.
Niko varuje letku, že do skrýše míří vlci, ale nikdo ze sobů mu nevěří, než jim dojde, že i Niko musel projít všemi nástrahami na cestě k nim. Když si sobi uvědomí, jaké nebezpečí pro ně vlci představují, dostanou strach a jsou neschopni jakékoliv akce. Niko ovšem odvahu neztratil a proti vlkům bojuje. Jeden z vlků ho pronásleduje a Niko uteče na strom. Odtud ovšem spadne, ale v průběhu pádu se u něho objeví schopnost létání, takže si neublíží. Sobi nakonec odvahu seberou a vlky zaženou a i jeden ze sobů se k Nikovi přihlásí jako jeho otec. Niko je ale zklamán a vrací se ke svému stádu.
Niko doprovází svoje stádo a ze vzduchu je varuje před nebezpečími. V tom se objeví Santova letka a přistane v blízkosti stáda. Nikův otec potvrdí před stádem, že je opravdu jeho otec, a Nikovi řekne, že je kdykoliv může navštívit. Juliovy je oznámeno, že se stal čestným členem letky. Po té Santova letka odlétá pokračovat ve své práci.